# Адалберт Дешу
Адалберт Дешу (Гатаја, 24. март 1909 — 6. јун 1937) био је румунски фудбалски нападач. Био је члан румунске фудбалске репрезентације која се такмичила на Светском првенству 1930. у Уругвају. Дешу је такође био први стрелац Румуније на ФИФА-ином светском првенству. Постигао је гол у првом минуту прве утакмице своје репрезентације у групи на првом светском првенству у фудбалу.

## Каријера
Дешу, мађарског порекла, рођен је у Гатаји, а фудбалску каријеру започео је у свом родном граду. После неког времена преселио се у Решицу, играјући две године у УДР-у. 1929. први пут је позван у фудбалску репрезентацију Румуније, постигавши гол у пријатељској утакмици против Бугарске. Такође је изабран за румунски тим који се такмичио на ФИФА-ином светском купу 1930. Председавајући клуба у којем је играо, Волфганг Аушнит, одбио је да му исплати плату у периоду Светског купа. После Светског првенства, Дешу је на крају напустио клуб због председника. Дешу је постигао први погодак Румуније против Перуа, а последњу утакмицу за национални тим одиграо је у другој утакмици тог Светског првенства за Румунију, против Уругваја. После Светског првенства потписао је са Банатул Темишвар, али се 1933. године повукао из фудбала због упале плућа. 1937. године умро је од исте болести, у 28. години живота.

## Репрезентативни голови
| #  | Датум              | Место одржавања                             | Противник   | Тип меча                 |
| -- | ------------------ | ------------------------------------------- | ----------- | ------------------------ |
| 1. | 15. септембра 1929 | Левско поље, Софија, Бугарска               | Бугарска    | Пријатељски              |
| 2  | 4. маја 1930       | Стадион Црвене звезде, Београд, Југославија | Југославија | Пријатељски              |
| 3. | 14. јула 1930      | Стадион Поситос, Монтевидео, Уругвај        | Перу        | ФИФА-ин светски куп 1930 |